# Narthecusa melanthiata
Narthecusa melanthiata là một loài bướm đêm trong họ Geometridae.